# Sophie, Prințesă a Prusiei
Sophie Johanna Maria, Prințesă a Prusiei (născută Prințesă de Isenburg, n. 7 martie 1978) este soția lui Georg Friedrich, Prinț al Prusiei, șeful Casei de Hohenzollern.

## Familie și carieră
Prințesa Sophie s-a născut la 7 martie 1978 la Frankfurt,  Germania de Vest. Părinții ei sunt Franz-Alexander, Prinț de Isenburg și contesa Christine von Saurma-Jeltsch.
El este șeful linie catolice a prinților Sfântului Imperiu Roman, care și-au pierdut independența 1815. Ea are două surori Arhiducesa Katharina de Austria-Este și Isabelle, Prințesă de Wied și doi frați Prințul Alexander și Prințul Viktor. A crescut la castelul Birstein, reședința familiei din Hesse și a studiat la școala primară din Birstein și la școala St. Mary din Fulda. A urmat apoi internatul Kloster Wald și a trecut cu notă maximă testul de croitorie. Prințesa a lucrat la Londra, Hong Kong și Shanghai. Sophie a studiat Administrarea Afacerilor la Universitatea din Freiburg și Universitatea Humboldt din Berlin și lucrează la o firmă care oferă servicii de consultanță pentru afaceri non-profit.

## Căsătorie și copii
La 21 ianuarie 2011, Georg Friedrich, șeful  Casei de Hohenzollern, a anunțat logodna lor. Căsătoria civilă a avut loc la primăria din Potsdam, la 25 august 2011, iar cea religioasă a avut loc la 27 august odată cu aniversarea a 950 de ani de la înființarea Casei de Hohenzollern.
Aproximativ 720 persoane au asistat la ceremonia din interiorul bisericii; 1300 de persoane au participat la o recepție în apropiere de Neue Kammern după aceea. 370 de oameni s-au alăturat cuplul seara pentru cina de la palatul Orangerie. Unii au participat, de asemenea, la un concert de caritate împreună cu cuplul la Gendarmenmarkt din Berlin în noaptea precedentă, ca urmare nunții lor civile.
La 20 ianuarie 2013, Sophie a născut doi fii gemeni: Carl Friedrich Franz Alexander și Louis Ferdinand Christian Albrecht. Carl Friedrich, cel mai mare din cei doi, este moștenitorul aparent al Casei de Hohenzollern. Cel de-al treilea copil al lor, prințesa Emma Marie, s-a născut la 2 aprilie 2015, iar cel de-al patrulea, Prințul Heinrich, la 17 noiembrie 2016.